# Sandor Clegane
Sandor Clegane es un personaje ficticio de la saga Canción de hielo y fuego de George R. R. Martin. Conocido por su apariencia aterradora, su actitud hosca y brusca y sus capacidades como guerrero, Sandor es apodado «El Perro» por su lealtad a sus señores y por cumplir las órdenes sin rechistar.
En la adaptación televisiva de HBO, Game of Thrones, el personaje de Sandor Clegane es interpretado por el actor Rory McCann.

## Concepción y diseño
Sandor es representado como un personaje con una actitud amoral, leal a sus señores, un extraordinario guerrero y con un comportamiento hosco y a veces abusivo, sin embargo, Sandor ocultaba una pizca de bondad, siendo uno de los dos que protegía a Sansa Stark de la crueldad del rey Joffrey Baratheon, el otro era Tyrion Lannister.
Sandor Clegane es descrito como un hombre muy alto, de poderosa musculatura. Lleva el cabello largo peinado hacia un lado, pues el lado izquierdo de su cabeza está desfigurado por el fuego. Un elemento característico es su yelmo en forma de cabeza de sabueso, que usa para intimidar en la batalla. Este yelmo queda parcialmente dañado por el fuego valyrio en el Aguasnegras. Su cara se describe como alargada con nariz ganchuda y el ojo izquierdo entrecerrado por las quemaduras. Al parecer no puede hablar sin torcer la boca, a causa de las quemaduras también.
Víctima de la violencia de su hermano Gregor, que era aún más grande, fuerte y violento que él, Sandor desarrolló un odio particular por el mundo que le rodeaba y un desprecio por los caballeros, a los que consideraba unos hipócritas. Más cuando su hermano Gregor fue ungido como tal por el príncipe Rhaegar Targaryen, solo para que después Gregor asesinara a la mujer e hijos de este. Es por esto que Sandor nunca quiso ser nombrado ser y se convirtió en el primer miembro de la Guardia Real sin ser caballero ungido. Tampoco vistió nunca nada que le identificase como Guardia Real aparte de la capa blanca. Sandor guardaba su sufrimiento para sí, aliviando sus penas con alcohol y refugiándose en la violencia y la sangre.

Los perros me gustan más que los caballeros [...] Un perro morirá por ti y jamás te mentirá. Y te mirará directamente a la cara.
Sandor Clegane a Sansa Stark

## Historia

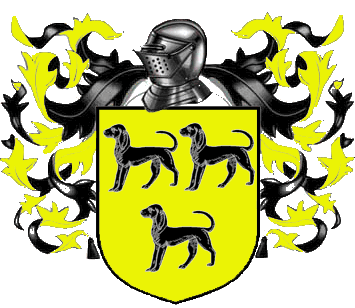
Escudo heráldico de la casa Clegane

### Primeros años
Cuando tan solo era un niño, Sandor se atrevió a jugar con uno de los juguetes de su hermano Gregor. Éste lo descubrió y arrojó la cara de Sandor a un brasero, dejándole de por vida la cara marcada. Su padre lo excusó diciendo que la cama de Sandor se había incendiado. Cuando su hermano se convirtió en cabeza de la Casa Clegane, Sandor huyó a Lannisport donde puso su espada al servicio de la Casa Lannister. Sería nombrado espada juramentada  y guardaespaldas del príncipe Joffrey Baratheon. Es por entonces cuando se ganó el apodo de «Perro», por su lealtad y su fiereza.

### Juego de Tronos
Sandor acompaña a la comitiva real rumbo a Invernalia. De regreso a Desembarco del Rey, Sandor asesina a un muchacho llamado Mycah por orden del príncipe Joffrey.
Ya en la capital, Sandor participa en el Torneo de la Mano donde protege a Loras Tyrell de la ira de Gregor, quien estaba furioso por su derrota, combatiendo contra este y parando solo por orden del rey Robert Baratheon. Posteriormente combate a los hombres de Eddard Stark cuando la reina Cersei Lannister se hace con el Trono de Hierro para su hijo Joffrey.
Barristan Selmy, el Lord Comandante de la Guardia Real, es despedido, ocupando su lugar Sandor. Sin embargo, se negó a ser ungido como caballero, siendo el primer miembro de la historia de la Guardia Real sin serlo.

### Choque de Reyes
Sandor, ya como miembro de la Guardia, es asignado como el guardaespaldas personal de Joffrey y es el único que se niega a golpear a Sansa Stark, desarrollando una extraña relación de ternura-brusquedad con la joven.
Sandor participa en la Batalla del Aguasnegras liderando a los defensores a las puertas de las murallas, pero en determinado momento deserta debido a su miedo al fuego. Antes de irse de Desembarco del Rey, Sandor visita a Sansa y le ofrece irse con él para llevarla junto a su familia, pero ella se niega. Sandor entonces le arrancó «un beso» a punta de espada.

### Tormenta de Espadas
Sandor vaga por las Tierras de los Ríos hasta que es encontrado por la Hermandad sin Estandartes. La Hermandad, liderada por Beric Dondarrion, lo acusó de múltiples crímenes pero fueron incapaces de probarlos, hasta que Arya Stark (que estaba refugiada junto a la Hermandad) lo acusa del asesinato de su amigo Mycah. Sandor se defiende diciendo que solo seguía órdenes de Joffrey, pero Beric Dondarrion lo sentencia a un juicio por combate contra él mismo. Beric usa una espada en llamas que infunde miedo a Sandor, pero este eventualmente consigue ganar y matar a Beric, aunque este será revivido por Thoros de Myr. Declarado inocente, Sandor escapa pero se lleva a Arya Stark con él, con la intención de llevarla hasta Aguasdulces y pedir rescate por ella.
Sandor y Arya llegan a Aguasdulces justo durante los sucesos de la Boda Roja, por lo que deben escapar a toda prisa. Sandor lleva entonces a Arya hasta el Nido de Águilas, donde residía su tía Lysa Tully. Sin embargo, al llegar se enteran de que Lysa murió pocos días antes de que llegaran.
Se encuentran con Brien de Tarth, la cual combate a muerte con Sandor, el cual acaba muy malherido, cayendo por un terraplén
Sandor le dijo a Arya que sus heridas eran fatales y que no iba a sobrevivir, pidiéndole que le concediera misericordia, es decir, que lo rematara. Arya se negó a concederle una muerte rápida y deja a Sandor a su suerte, quedando su destino incierto.

### Festín de Cuervos
Surgen noticias acerca de que Sandor y una partida saquearon brutalmente la ciudad de Salinas, otros rumores afirman que Sandor se unió a la Hermandad sin Estandartes.
Su destino se confirma cuando Brienne de Tarth conoce a un septón de Isla Tranquila, este le dice que encontró a Sandor moribundo y que él mismo le dio sepultura, colocando su yelmo encima de su tumba. Posteriormente, un miembro de la Compañía Audaz robó el yelmo y por eso todos creyeron que era Sandor el que había saqueado Salinas. Sin embargo, en Isla Tranquila, Brienne identifica a un sepulturero con un aspecto similar al de Sandor, lo que deja la incógnita de si Sandor realmente sobrevivió y buscó la redención por sus pecados.